# Cécile Duflotová
Cécile Duflot (* 1. dubna 1975, Villeneuve-Saint-Georges, Val-de-Marne) je francouzská politička, členka Europe Écologie – Les Verts (EELV). Od 16. května 2012 je členkou vlády Jean-Marca Ayraulta jako ministryně místního rozvoje a bytové politiky (Ministère de l’Égalité des Territoires et du Logement).

## Životopis
Získala ekonomické vzdělání na École supérieure des sciences économiques et commerciales (ESSEC).
Od listopadu 2006 do června 2012 byla generální tajemnicí strany Europe Écologie, od roku 2008 působí v seskupení Europe Écologie-Les Verts (EELV), které založila spolu s Danielem Cohnem-Benditem. Její nejlepší volební výsledky jsou z 14. března 2010 v prvním kole voleb do regionální rady Île-de-France, kde získala 16,58 % a posléze i post radní.
Je nejstarším potomkem železničáře a učitelky a matkou čtyř dětí.